# Fred Wolcott
Fred Arrington Wolcott (* 28. November 1915 in Snyder, Texas; † 26. Januar 1972 in Houston, USA) war der beste Hürdensprinter der Welt während der späten 1930er und frühen 1940er Jahre, als er zeitweise gleichzeitig alle vier Weltrekorde hielt.

## Leben
Bereits in der Highschool in Snyder war Wolcott ein sehr guter Hürdenläufer/Sprinter. Er studierte an der nahe gelegenen Rice University, wo er sich zum besten Hürdenläufer der Welt entwickelte. Da die Olympischen Sommerspiele 1940 kriegsbedingt ausfielen, kam er zu keinen internationalen Erfolgen. Da die Verlegung der Spiele jedoch diskutiert wurde, führte die Amateur Athletic Union (AAU) die U.S. Olympic Trials (Leichtathletik) 1940 durch, die Walcott über 110 m Hürden gewann. Seine nationalen Erfolge sind in der Tabelle wiedergegeben. Er war siebenmal amerikanischer Meister der AAU und fünfmal Hochschulmeister der NCAA. Er baute erfolgreich ein Bohrgesellschaft auf, die in Texas nach Erdöl, Erdgas und Wasser bohrte.
Für seine Erfolge wurde er aufgenommen in die
- Rice Athletics Hall of Fame[5]
- USA Track and Field Hall of Fame[6]
- Texas Sports Hall of Fame in 1958
- Big Country Athletic Hall of Fame[7]
- Snyder Athletic Hall of Fame in 2005[8]

## Meisterschaften und Rekorde
- Amerikanischer Meister über 110 m Hürden in 1938, 1940 und 1941 (1939 Zweiter hinter Joe Batiste)
- Amerikanischer Meister über 220 Yards Hürden (gerade Bahn) in 1938, 1939, 1940 und 1941.
- Amerikanischer Hochschulmeister über 120 Yards Hürden in 1938 und 1939 (1940 Zweiter hinter Ed Dugger)
- Amerikanischer Hochschulmeister über 220 Yards Hürden in 1938, 1939 und 1940.[9]
- Weltrekorde 120 yds/110 m Hürden in 13,7 s in Philadelphia am 20. Juni 1941;
- 200 m/220 yds Hürden (Gerade Bahn) in 22,3/22,5 s in Princeton (New Jersey) am 8. Juni 1940.[10]
- Weltbestzeit (nicht anerkannt von der IAAF) über 200 m Hürden (mit Kurve) in 22,9 s in Lincoln, Nebraska am 4. Juli 1939.[11]